# Tadmait

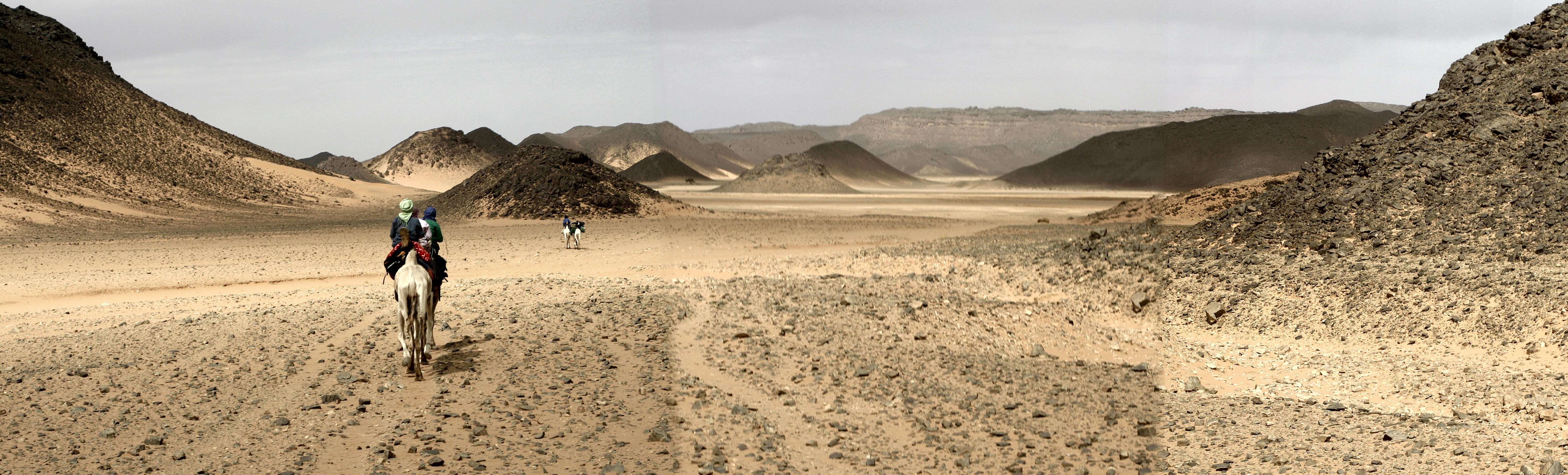
Krajobraz regionu Tademaït

Tadmait (fr. Tademaït) – płaskowyż, a zarazem pustynia żwirowa leżąca w Algierii, w obrębie Sahary.
Tademaït jest naturalnym regionem na Pustyni Sahara w centrum Algierii. Znajduje się na północ od miejscowości In Salah i na południe od Wielkiego Erg Occidental w okręgu Adrar w prowincji Adrar, w dystrykcie El Ménia w prowincji Ghardaïa iw północnym krańcu prowincji Tamanrasset. Jest to jedno z miejsc na pustyni Sahary, gdzie latem upał jest najbardziej ekstremalny.

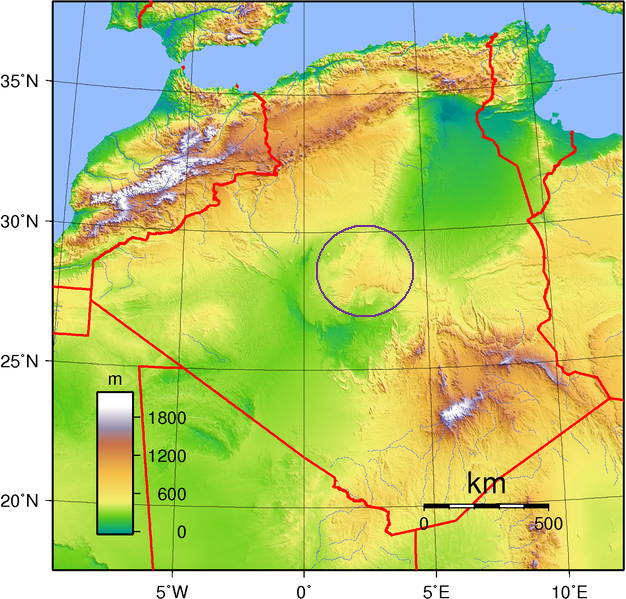
Położenie Płaskowyżu Tademait w Algierii.

W listopadzie 2002 r. na Tademaït znaleziono meteoryt.